# Manuel Henao y Muñoz
Manuel Henao y Muñoz (1828-1891) fue un periodista, escritor, político y jurista español.

## Biografía
Habría nacido en Llerena el 15 de mayo de 1828. Abogado y periodista, desempeñó el cargo de fiscal del Tribunal Supremo de Justicia. Autor de algunos libros de educación popular e infantil, fundó los periódicos El Eco de Castilla (Valladolid, 1851), El Progreso Comercial e Industrial (1861), La Independencia Española (1869) y Los Dos Mundos, además de colaborar en El Faro de las Artes, El Clamor Público, Las Novedades y La Iberia. Henao, que también fue diputado a Cortes, falleció el 29 de diciembre de 1891 en Murcia.